# Discografia di Emma Bunton
Questa è la discografia di Emma Bunton, cantante pop britannica che al momento ha pubblicato in totale tre album di inediti, dieci singoli e altrettanti video musicali, sotto diverse etichette discografiche.
Dopo aver fatto parte delle Spice Girls, gruppo di fama mondiale, fino al 2000, ha esordito come solista nell'aprile 2001 con l'album A Girl like Me, certificato disco d'oro. Da questo album sono stati estratti quattro singoli di successo, tra cui una delle sue canzoni più famose, What Took You So Long?. Il secondo album, Free Me, è stato pubblicato nel febbraio 2003 e ne sono estratti alcuni singoli, tra cui Maybe, successo dell'estate di quell'anno. Nel dicembre del 2006 pubblica Life in Mono, album ispirato alla musica anni sessanta contenente cinque cover, che si rivela un fallimento dal punto di vista commerciale.

## Album
| 2001                                           | A Girl like Me - Pubblicato: 16 aprile 2001 - Etichetta: Virgin - Formati: CD, download digitale        | 4  | 79 | 75 | 21 | 38 | 23 |
| 2004                                           | Free Me - Pubblicato: 9 febbraio 2004 - Etichetta: Universal - Formati: CD, download digitale           | 7  | —  | —  | —  | —  | —  |
| 2006                                           | Life in Mono - Pubblicato: 4 dicembre 2006 - Etichetta: Universal - Formati: CD, download digitale      | 65 | —  | —  | —  | —  | —  |
| 2019                                           | My Happy Place - Pubblicato: 12 aprile 2019 - Etichetta: BMG - Formato: CD, cassetta, download digitale | 11 | —  | —  | —  | —  | —  |
| "—" significa che non è entrato in classifica. | |    |    |    |    |    |    |

## Singoli
| Anno                                           | Singolo                       | Classifiche | Classifiche | Classifiche | Classifiche | Classifiche | Classifiche | Classifiche | Classifiche | Classifiche | Classifiche | Classifiche   | Classifiche    | Classifiche | Album          |
| Anno                                           | Singolo                       | UK          | IRL         | FRA         | ITA         | SVE         | AUS         | NZL         | PAE         | SVI         | AUT         | BEL (Fiandre) | BEL (Vallonia) | DIN         | Album          |
| ---------------------------------------------- | ----------------------------- | ----------- | ----------- | ----------- | ----------- | ----------- | ----------- | ----------- | ----------- | ----------- | ----------- | ------------- | -------------- | ----------- | -------------- |
| 1999                                           | What I Am (con i Tin Tin Out) | 2           | 14          | 75          | -           | 52          | -           | 48          | 94          | —           | —           | —             | —              | —           | A Girl like Me |
| 2001                                           | What Took You So Long?        | 1           | 9           | 34          | 9           | 14          | 10          | 1           | 56          | 25          | 48          | 22            | 34             | 10          | A Girl like Me |
| 2001                                           | Take My Breath Away           | 5           | 26          | —           | 16          | -           | 48          | —           | —           | 89          | —           | 8             | 7              | —           | A Girl like Me |
| 2001                                           | We're Not Gonna Sleep Tonight | 20          | -           | —           | —           | —           | —           | —           | —           | —           | —           | —             | —              | —           | A Girl like Me |
| 2003                                           | Free Me                       | 5           | 33          | —           | —           | —           | —           | —           | —           | -           | —           | —             | —              | —           | Free Me        |
| 2003                                           | Maybe                         | 6           | 17          | -           | 20          | 33          | -           | -           | 88          | 93          | 63          | —             | —              | —           | Free Me        |
| 2004                                           | I'll Be There                 | 7           | 42          | —           | —           | —           | —           | —           | —           | —           | —           | —             | —              | —           | Free Me        |
| 2004                                           | Crickets Sing for Anamaria    | 15          | 40          | —           | —           | —           | —           | —           | —           | —           | —           | —             | —              | —           | Free Me        |
| 2006                                           | Downtown                      | 3           | 36          | —           | —           | —           | —           | —           | —           | —           | —           | —             | —              | —           | Life in Mono   |
| 2007                                           | All I Need to Know            | 60          | -           | —           | —           | —           | —           | —           | —           | —           | —           | —             | —              | —           | Life in Mono   |
| "—" significa che non è entrato in classifica. |                               |             |             |             |             |             |             |             |             |             |             |               |                |             |                |

Note
- What I Am è incluso anche nell'album Eleven to Fly dei Tin Tin Out (1999).

## Altre
Queste canzoni non sono apparse su un album di inediti della cantante né come b-side dei singoli, ma incluse in pubblicazioni non riguardanti Emma Bunton.
| Anno | Canzone            | Artista                                    | Album                         |
| ---- | ------------------ | ------------------------------------------ | ----------------------------- |
| 1999 | Sophisticated Lady | Melanie B (Partecipa ai cori)              | Word Up! - Singolo            |
| 2001 | Good Vibrations    | Brian Wilson, Cliff Richard, Atomic Kitten | Party at the Palace           |
| 2002 | I Don't Know       | Damage                                     | Since You've Been Gone        |
|      | Free Up Your Mind  |                                            | Pokemon First Movie Soundtrak |
| 2003 | Sometimes          | Chicken Shed                               | The Chicken Shed Album        |
| 2005 | Sleeptalker        | DJ SS                                      | S Files                       |

## Video musicali
| Anno | Canzone                       | Registi            |
| ---- | ----------------------------- | ------------------ |
| 1999 | What I Am                     | Greg Masuak        |
| 2001 | What Took You So Long?        | Greg Masuak        |
| 2001 | Take My Breath Away           | Greg Masuak        |
| 2001 | We're Not Gonna Sleep Tonight | Phil Griffin       |
| 2003 | Free Me                       | Tim Royes          |
| 2003 | Maybe                         | Harvey & Carolyn   |
| 2004 | I'll Be There                 | Giuseppe Capotondi |
| 2004 | Crickets Sing for Anamaria    | Harvey & Carolyn   |
| 2006 | Downtown                      | Harvey & Carolyn   |
| 2007 | All I Need to Know            | Max & Dania        |